# Sesotho

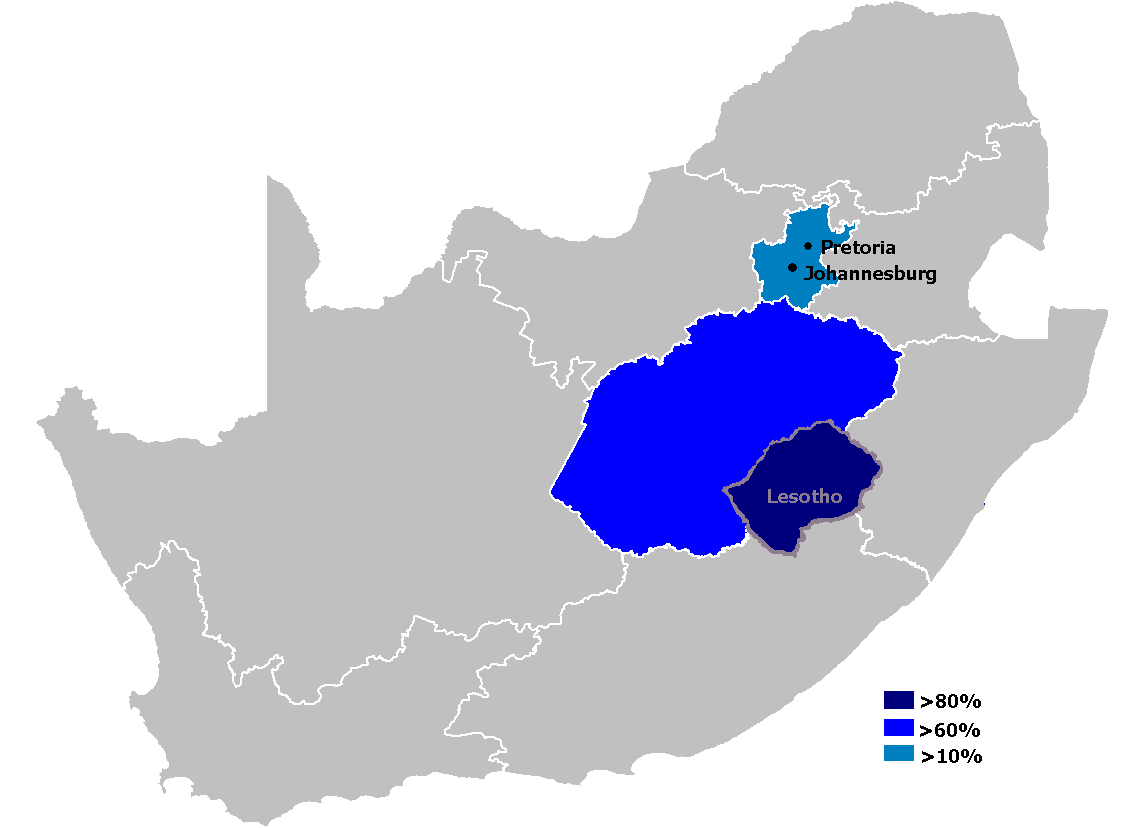
Verbreitung des Sesotho im südlichen Afrika

Anteil der Sesothosprecher in Südafrika (2011)

Dichte der Sesothosprecher in Südafrika (2011)

Sesotho, auch Südliches Sotho oder Süd-Sotho, ist eine besonders in den südafrikanischen Provinzen Freistaat und Gauteng (acht Prozent der über 15-jährigen Bevölkerung, Stand 2015) sowie in Lesotho verbreitete Bantusprache.
Sie gehört wie das Nord-Sotho (Sepedi) und das Setswana zur Untergruppe der Sotho-Tswana-Sprachen. Sesotho ist mit dem Nord-Sotho nahezu identisch und eng verwandt mit dem Setswana. Ähnlichkeit besteht außerdem mit dem Lozi, das vor allem in Sambia gesprochen wird.

## Geschichte
Sesotho stammt wie die anderen Sotho-Tswana-Sprachen aus Ostafrika, von wo verschiedene Bantuvölker ab dem 16. Jahrhundert Richtung Süden zogen. Dabei assimilierten sie Teile der San, von denen die Basotho unter anderem die Klicklaute übernahmen. Die Schriftsprache wurde erst im 19. Jahrhundert durch europäische Missionare eingeführt. Heute gibt es Sesotho-Unterricht an den Schulen Lesothos und Teilen Südafrikas, sowie Zeitungen, Zeitschriften und literarische Werke, unter anderen von Thomas Mofolo. Die Verschriftung der Sprache wurde von den Missionaren gefördert, da sie im kirchlichen Bereich zur Verbreitung des Christentums beitragen konnte. So wurde schon früh die Bibel in das Sesotho übersetzt.
In Lesotho ist Sesotho neben Englisch die Amtssprache. Die Zugehörigkeit fast aller Einwohner zum Volk der Basotho (Lesother) bewirkt, dass Sesotho im ganzen Land gesprochen wird und nicht, wie in Südafrika, den Charakter einer Regionalsprache hat. In Südafrika ist Sesotho seit Mitte der 1990er Jahre eine von elf Amtssprachen.
Im Sesotho haben sich keine Dialekte entwickelt. Die Schreibweisen des Sesotho in Südafrika und Lesotho unterscheiden sich aber in einigen Details.

## Alphabet und Aussprache
Im Sesotho kommen folgende Buchstaben vor:
- a, b, c (nur in Lesotho und nur als ch), d (nur in Südafrika), e, f, g (nur als ng oder in Lehnwörtern wie Gauteng), h, i, j, k, l, m, n, o, p, q, r, s, š, t, u, v (nur in Lehnwörtern wie veine, Wein), w (nur in Südafrika), y (in Lesotho nur als ny).

### Aussprache der Vokale
Es gibt die neun Vokale i, ɪ, e, ɛ, u, ʊ, o, ɔ und ɑ.

### Besonderheiten
Im Folgenden wird die lesothische Form des Sesotho betrachtet. Die Aussprache ist ähnlich wie im Deutschen, wenn man von einigen Ausnahmen absieht. Das d wird im lesothischen Sesotho durch l ersetzt. Li und lu werden also di und du ausgesprochen. Das j wird wie das polnische dz (also d gefolgt von g wie in Loge) ausgesprochen. Das s ist stets scharf. Das s kann nach einem t aspiriert ausgesprochen werden und wird dann š geschrieben. Das q gibt es ebenfalls in zwei Formen. Beides sind Klicklaute. Die aspirierte Form wird hier als qh geschrieben. Das q bzw. qh kann mit allen fünf Vokalen kombiniert werden und stellt für den Europäer die größte Schwierigkeit bei der Aussprache dar. Auch den p-Laut gibt es als p und, aspiriert, als ph. Gleiches gilt für das t.
Besondere Konsonantenverbindungen sind schließlich auch hl (ausgesprochen etwa chl), tlh (etwa tl), kh (etwa wie das ch in doch, entspricht dem g in Gauteng), ng (das nur am Wortende vorkommt) und sh (etwa sch). ll, mm und nn sind die einzigen vorkommenden Doppelkonsonanten. Ein Buchstabe in mm und nn kann durch ein Apostroph ersetzt sein. Im Wort ’m’e (Mutter) stehen die Apostrophe für zwei fehlende m, so dass das Wort drei m nacheinander aufweist. Die Mehrfachkonsonanten werden auffällig lang ausgesprochen.
Doppelvokale kommen kaum vor. Ein doppelter Vokal steht immer für Vokale in unterschiedlichen Silben (wie lekhooa, le-kho-oa). Nacheinander auftretende unterschiedliche Vokale (wie oa) werden diphthongartig gebunden, etwa wa. Das o und das u als einzelne Silbe unterscheiden sich in einigen Wörtern vor allem an der Tonhöhe: das o wird höher gesprochen (zum Beispiel: kea u rata, ich liebe dich, und kea o rata, ich liebe ihn/sie).
Alle Silben, und damit alle Wörter, enden auf einem Vokal. Dabei zählt ng neben a, e, i, o und u zu den Vokalen. Am Wortanfang oder im Inneren eines Wortes können auch m und n als Vokal fungieren, wie in mpho, Geschenk, und linku, Schafe.
Alle mehrsilbigen Wörter werden auf der vorletzten Silbe betont. Dabei zählt ng als Silbe, das heißt Wörter wie toropong werden auf der (gesprochen) letzten Silbe betont.

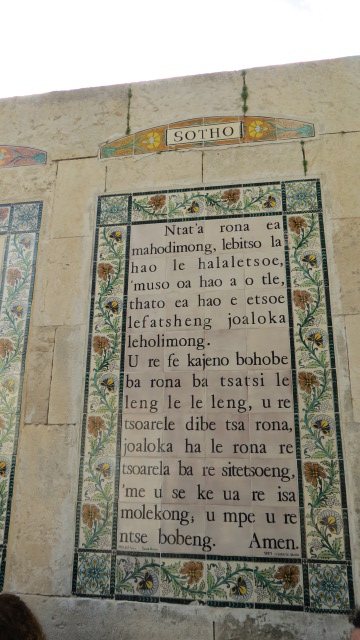
Das Vaterunser auf Sesotho in südafrikanischer Schreibweise in der Paternosterkirche zu Jerusalem

## Grammatik

### Substantive
Es gibt sieben Gruppen von Substantiven, von denen sechs eine Pluralform aufweisen. Diese Pluralform wird jeweils durch Veränderung des Präfixes gebildet.
| Nummer | Singular      | Plural   | Beispiele        | Übersetzung      |
| ------ | ------------- | -------- | ---------------- | ---------------- |
| 1      | mo-           | ba-      | motho, batho     | Mensch, Menschen |
| 2      | mo-           | me-      | moriri, meriri   | Haar, Haare      |
| 3      | le-           | ma-      | lekhooa, makhooa | Weißer, Weiße    |
| 4      | se-           | li-      | sefate, lifate   | Baum, Bäume      |
| 5      | (ohne Präfix) | li-      | khomo, likhomo   | Rind, Rinder     |
| 6      | bo-           | ma-      | bosiu, masiu     | Nacht, Nächte    |
| 7      | ho            | entfällt | ho ja            | das Essen        |

Bei einigen Personenbezeichnungen, wie ntate, Vater, und ausi, Schwester, werden die Pluralformen durch das Präfix bo- gebildet. Diese Formen werden wie der erste Fall dekliniert, also bo-ntate ba ja nama, die Väter essen Fleisch.

### Adjektive
Adjektive werden prinzipiell analog zu den Substantiven gebildet. Bei den Formen mit li- und ohne Präfix wird aber die Grundform des Adjektivs verwendet, zum Beispiel sefate se seholo, der große Baum, likhomo tse kholo, die großen Rinder.

### Verben
Der Infinitiv wird mit ho gebildet, analog zum Englischen to. Als Beispiel wird ho rata, lieben, mögen, verwendet. Die Konjugation ist für alle Personen (auch Singular und Plural) gleich.
- Das Präsens wird aus dem Pronomen und dem Infinitiv (ohne ho) gebildet: kea rata, ua rata, ich liebe, du liebst

- Das Imperfekt wird bei vielen Verben mit der Endung ile gebildet, also: ke ratile, u ratile, ich liebte, du liebtest.

Andere Imperfektformen enden auf etse, itse oder tse, zum Beispiel ke khathetse, ich ermüdete, eigentlich aber: ich bin müde.
Eine weitere Imperfekt-Form wird so gebildet: ke ile ka rata, u ile ka rata, ich liebte, du liebtest.
- Das Futur wird durch Hinzufügen von tla (eigentlich: kommen) gebildet: ke tla rata, u tla rata, ich werde lieben, du wirst lieben.

- Daneben gibt es weitere Zeiten, zum Beispiel ke il’o rata, u il’o rata, ich werde demnächst lieben, du wirst demnächst lieben.

- Passivformen werden mit der Endung -uoa gebildet, also ke ratuoa, u ratuoa, ich werde geliebt, du wirst geliebt.

- Zur Verneinung wird ha vor den Ausdruck gesetzt und die Verb-Endung im Präsens zu -e verändert: ha ke rate, ha u rate, ich liebe nicht, du liebst nicht.

- Der Imperativ wird aus dem Infinitiv (ohne ho) gebildet (rata!, liebe!) Der Plural wird durch Anhängen von ’ng gebildet, also rata’ng, liebt!. Es gibt aber einige Ausnahmen und Varianten. So ist mphe!, gib mir (bitte), etwas höflicher als mpha!, gib mir (von ho fa, geben).

Eine Besonderheit sind verwandte Verben mit unterschiedlichen Bedeutungen. Beispiel:
- ho bona, sehen
- ho bonana, sich gegenseitig sehen (im Sinne von: sich treffen)
- ho ipona, sich selber sehen (im Sinne von: eitel sein)

Eine weitere Besonderheit sind Doppelverben. ho feta heißt vorbeigehen, während ho feta-feta häufig vorbeigehen heißt.

### Sonstige Wörter
Die Personalpronomen sind ke, u, o im Singular und re, le, ba im Plural. Diese Pronomen werden nur auf Menschen bezogen. Es gibt sie aber auch in einer bestimmten Form, wie im Französischen und Italienischen. Dann lauten sie ′na (mit langem n), uena, eena, rona, lona und bona.
Viele Fragewörter enden auf ng, wie mang?, wer, neng?, wann, und hobaneng?, warum. Ein Charakteristikum ist die Konstruktion von zwei Fragewörtern, die mit kapa, oder, verbunden werden: mang kapa mang, irgendwer, neng kapa neng, irgendwann.

## Wortschatz
Die meisten Wörter entstammen den Bantu-Sprachen. So gibt es Ähnlichkeiten bis zum Swahili, das in Ostafrika gesprochen wird. Ha ho na mathata im Sesotho heißt auf Swahili hakuna matata, auf Deutsch: es gibt keine Probleme. Darüber hinaus gibt es im Sesotho etliche europäische sowie Afrikaans-Lehnwörter wie katse (Katze), buka (Buch), fotobolo (Fußball), sekolo (Schule), baesekele (Fahrrad, von bicycle). Man bemüht sich, moderne technische Ausdrücke aus dem Englischen ins Sesotho zu übertragen, zum Beispiel junifesithi für university bzw. Universität. Oft werden diese Ausdrücke, wie auch die Zahlwörter, auf Englisch in das normale Gespräch eingeflochten. Wörter und Ortsnamen mit Klicklauten sind durch die San-Sprachen beeinflusst.

### Textbeispiele
- Lebitso la hau u mang? Name von du ist wer? (Eigentlich: Wie heißt du?)
- Morena e moholo o ea toropong ka bese. Der alte Häuptling fährt mit dem Bus (bese) in die Stadt.
- Bana ba sekolo ba rata lipalo. Die Schulkinder mögen Zahlen (das heißt: das Fach Mathematik).
- Ak’u mphe liapole tse five. Gib mir bitte fünf Äpfel.

- Paqama ke u qoqele moqoqo o qabolang. Ke tla o qalo qalong ke o qetelle qetellong. Ke tla o qala ka Qabane oa Quthing, ke o qetelle ka Nqoko oa Qoqolosing. Leg dich auf dein Gesicht – ich erzähle dir eine lustige Unterhaltung (das heißt: Geschichte). Ich werde sie am Anfang beginnen und am Schluss beenden. Ich werde sie mit Qabane aus Quthing beginnen und mit Nqoko aus Qoqolosing beenden. (Hierbei handelt es sich um einen Zungenbrecher mit vielen Klicklauten. Im Allgemeinen gibt es nur wenige solcher Wörter im Sesotho.)

- Allgemeine Erklärung der Menschenrechte, Artikel 1 (südafrikanisches Sesotho):

Batho bohle ba tswetswe ba lokolohile mme ba lekana ka botho le ditokelo. Ba tswetswe le monahano le letswalo mme ba tlamehile ho phedisana le ba bang ka moya wa boena.
Alle Menschen sind frei und gleich an Würde und Rechten geboren. Sie sind mit Vernunft und Gewissen begabt und sollen einander im Geist der Brüderlichkeit begegnen.